# 449 TCN
449 TCN là một năm trong lịch La Mã.